# Frances Baard (dystrykt)
Frances Baard – dystrykt w Republice Południowej Afryki, w Prowincji Przylądkowej Północnej. Siedzibą administracyjną dystryktu jest Kimberley.
Dystrykt dzieli się na gminy:
- Sol Plaatjie
- Dikgatlong
- Magareng
- Phokwane